# Guàrdia Jove Antifeixista
La Jove Guàrdia Antifeixista és una organització antifeixista d'extrema esquerra francesa, fundada el 2018.

## Història

### Context
La Jeune Garde és un col·lectiu antifeixista fundat el gener de 2018 a Lió com a reacció a les accions xenòfobes del moviment neofeixista Bastió Social. L'organització fa campanya obertament antifeixista de forma explícita i directa.
A partir de març de 2018, el grup reivindica la importància de l'anticapitalisme, l'⁣antiracisme i l'oposició a altres formes d'⁣opressió. Raphaël Arnault, portaveu del grup, afirma que la cooperació entre diferents moviments i partits d'esquerra és un objectiu clau del grup.

### Emergència
La Guàrdia Jove es va desenvolupar l'octubre de 2019 amb l'obertura d'una secció a Estrasburg, després el 2020 amb una nova secció a París. El 2021, seguiren les seccions locals de Lilla i Montpeller.
El setembre de 2021, el portaveu de la Guàrdia Jove de Lió Raphaël Arnault va ser atacat per membres del grup d'extrema dreta Zouaves Paris, quan baixava del tren a París-Gare-de-Lyon.
A octubre de 2021, la Jove Guàrdia es va manifestar als carrers de Lió contra la violència de l'extrema dreta, al costat d'associacions, com el Moviment francès de planificació familiar o Alternatiba, partits polítics de La France insoumise, Partit Comunista Francès, Europe Ecologie- Les Verts i el Nou Partit Anticapitalista i sindicats com la CGT, Unió Solidaires o UNEF. Els manifestants reclamaren el tancament del bar La Traboule i del gimnàs de boxa L'Agogé, situats al barri del Vieux Lyon.
A finals de novembre de 2021, els manifestants de la Guàrdia Jove es van enfrontar a membres del Col·lectiu Némésis, un grup de dones basat en la identitat que es descriu com a feminista, després que membres de Némésis intentessin unir-se a una marxa de protesta contra la violència sexual a París organitzada pel col·lectiu #NousToutes. Durant aquesta marxa, els membres de la Guàrdia Jove van afirmar notablement: «Vinga feixistes, us menjarem, us matarem».
El febrere de 2022, una conferència antifeixista a Estrasburg a la qual assistia la Guàrdia Jove va ser atacada per membres del grup hooligan i neonazi Strasbourg Offender.
El maig de 2022, Raphaël Arnault va renunciar al seu càrrec de portaveu de la secció de Lió per presentar-se a les eleccions legislatives de 2022, amb el suport del Nou Partit Anticapitalista.

## Polèmiques
La Guàrdia Jove és objecte de crítiques per part del moviment antifeixista. Aquests detractors critiquen especialment l'organització per no donar un lloc suficient a la lluita contra el racisme dins de la seva acció. El Grup Antifeixista de Lió i rodalia, en particular, acusa la Guàrdia Jove de practicar l'antifeixisme que descriu com "sala d'estar", criticant l'organització per no integrar en el seu plantejament una crítica radical a l'Estat i al capitalisme.
El diari Le Figaro assenyala que, malgrat els intents d'aquest moviment antifeixista d'adquirir una imatge més consensuada, les seves accions violentes han contribuït en gran manera a configurar la seva reputació. Un dels seus membres, Hamma Alhousseini, va ser declarat culpable l'agost de 2020 d'una agressió perpetrada en un establiment nocturn del Vieux Lyon. A més, va ser objecte d'una investigació legal arran de la difusió a les xarxes socials de missatges de suport al grup terrorista Boko Haram, així com de l'aprovació implícita de l'assassinat de Samuel Paty.
Personalitats d'extrema dreta, com Éric Zemmour, acusen l'organització també d'actes de violència. A més, dins del mateix moviment antifeixista, el col·lectiu de coordinació feminista antifeixista també els ha culpat dels atacs dirigits a activistes. Europa 1 ha descrit la Guàrdia Jove com "grup petit" sovint implicats en altercats amb grups reduïts d'extrema dreta. Aquesta inclinació per l'enfrontament físic també es manifesta durant les manifestacions on els seus membres, partidaris del bloc negre, estan en primera línia i tenen com a objectiu la policia.

## Cas judicial
Le Canard chainé revelà que vuit activistes de la Guàrdia Jove (actuant, segons el diari, com a vigilants de seguretat de Rima Hassan, mentre que la Fiscalia afirma que «res no ho suggereix» eren acusats el juliol de 2024 per incitacions a la "violència en reunions […] per raça, ètnia, nació o religió" després del suposat atac al maig d'un menor sospitós per aquests activistes de pertànyer a la Lliga de Defensa Jueva. Segons el seu advocat, només seria un «[verbal] altercat entre pro i anti-Palestina» sense cap violència física, mentre que Jordan Bardella esmentà un «pallisses».
La fiscalia informà que semblava que no es van dur a terme cops i que a l'expedient no apareix cap comentari antisemita.

## Simbologia
El grup utilitza com a logotip el símbol de les Tres Fletxes, en referència al dels grups d'autodefensa socialistes francesos utilitzats als anys 30, com ara Faciles Prêts pourServe (TPPS) i els Jeunes Gardes Socialistes (JGS), que van lluitar a l'era de la reacció, nazisme i estalinisme. Després de la guerra, el símbol va ser el logotip oficial del partit polític de la Secció Francesa de la Internacional Obrera (SFIO).

## Composició
Segons el politòleg Jean-Yves Camus, la majoria dels seus membres provenien d'«el moviment anarco-llibertari».